# De afgevaardigde van de minister
De afgevaardigde van de minister is een personage uit  Samson en Gert. Sinds 1999 is dit Roger De Zeeper gespeeld door Hans Royaards. 
De afgevaardigde van de minister komt geregeld bij de burgemeester over de vloer om hem een bepaalde opdracht te geven of om simpelweg zijn beleid helemaal af te kraken. Meestal is hij erg knorrig en werkt hij zijn frustraties uit op de burgemeester, waardoor die een zekere angst voor hem heeft. De burgemeester reageert daardoor ook erg zenuwachtig wanneer de afgevaardigde aankondigt dat hij zal langskomen. Het valt op dat de afgevaardigde achter elke bevestigende zin Niewaar? zegt. Hij is steeds gekleed in een formeel pak en heeft een koffertje met dossiers bij zich.
Zijn eerste optreden maakte hij in aflevering De Schuimvloed, waarin hij zichzelf voorstelt als Roger De Zeeper, afgevaardigde van de minister. Hij kwam controleren of het dorp wel schoon is. Tijdens zijn eerste optreden was hij vriendelijk, maar streng. Hij zei toen ook niet voortdurend Niewaar?.
De afgevaardigde komt over als een erg strikt en bekwaam man, maar wanneer hij samen met de minister langskomt, blijkt dat hij net als de burgemeester erg onzeker kan zijn in het bijzijn van zijn overste. In de aflevering De Plumeau (2003) raakt bekend dat de afgevaardigde door zijn collega's gepest wordt met de bijnaam 'de plumeau', doordat hij ooit voor het ministerie tien keer meer plumeaus bestelde dan nodig. Over het leven van de afgevaardigde buiten de werkvloer is weinig bekend. Wel wordt eens vermeld dat hij een vrouw Poppenollie heeft en een hondje Sammy dat erg op Samson lijkt.
Meneer de afgevaardigde van de minister wordt door Samson vaak meneer de gevaarlijke van de sinister of de meneer de vervaardigde van de verkwister genoemd.

## Andere afgevaardigden door de jaren heen
De hierboven omschreven afgevaardigde kwam pas vanaf het einde van seizoen 9 in beeld. Vanaf seizoen 4 doken er echter sporadisch ook al diverse afgevaardigden op. In sommige afleveringen werd er ook bij vermeld voor welke minister hij werkte, iets wat bij de meeste afgevaardigden onduidelijk is. Volgende acteurs waren te zien als afgevaardigde voordat het een vaste rol van Hans Royaards werd:
- Michel Bauwens - De strohoed (seizoen 4, 1994) en Het kanon van de De Bolles (seizoen 8, 1998)
- Kurt Defrancq - De skipiste (seizoen 6, 1995)
- Jan Cleymans - Octaaf kapper (seizoen 6, 1996)
- Claude Maryssael - De lift en De sprekende hoed (seizoen 6, 1996)
- Aimé Anthoni - Het strand (seizoen 7, 1997)
- Patrick Baeyens - Burgemeester dronken (seizoen 7, 1997)
- Joris Van den Eynde - Roodkapje (seizoen 8, 1998)